# Biserica Adormirea Maicii Domnului din Dumbrăveni, Suceava

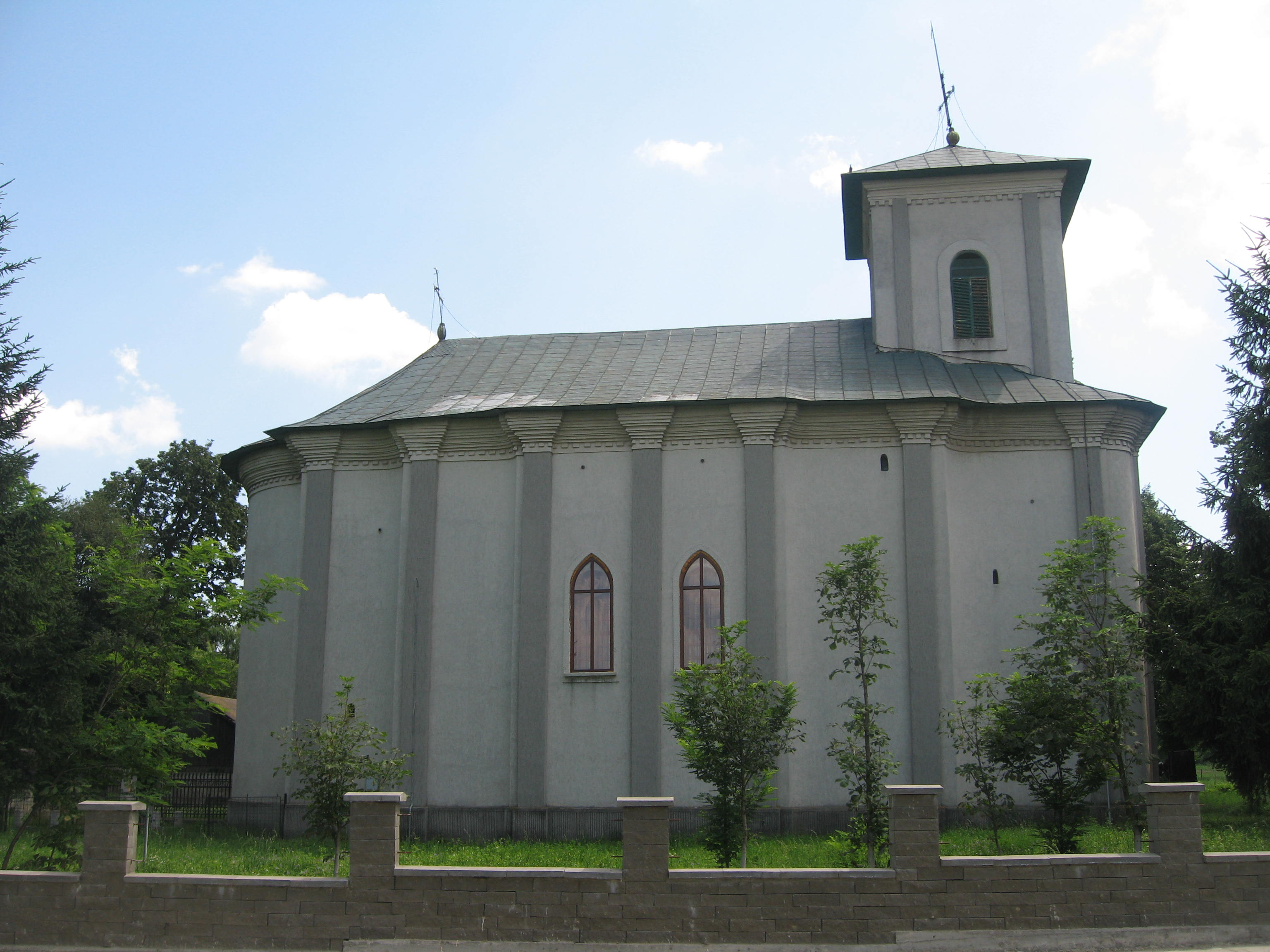
Biserica Adormirea Maicii Domnului din Dumbrăveni.

Biserica "Adormirea Maicii Domnului" din Dumbrăveni este o biserică ortodoxă construită în 1801 de marele vistiernic Iordache Balș în satul Dumbrăveni din comuna omonimă (aflată azi în județul Suceava).

## Istoric
Biserica "Adormirea Maicii Domnului" din Dumbrăveni a fost zidită în anul 1801, în timpul domniei voievodului Constantin Ipsilanti (8 martie 1799 - 4 iulie 1801, octombrie - noiembrie 1806) în Principatul Moldovei, de către marele vistiernic Iordache Balș, proprietarul moșiei Dumbrăveni, unde avea și un conac. 
Pe peretele vestic al bisericii, deasupra intrării, se află o pisanie în limba română cu caractere chirilice, având următorul text în transliterarea originală: "Iordachi Baloș marile visternic am zidit din temelie cu toată chetuiala me acest sfănt și Dumnezăesc licaș unde să prăznueșce Adormire Presfintei de Dumnezeu Născătoare spre pomenire fericiților întru pomenire răposaților părinților și strămoșilor mei, că și a fiilor și urmașilor mei, și a tot neamul, și săracilor lăcuitori carii lăcuesc în satul acesta, rugănd pe toți cei ce vor ceti și vor întra în biserica aciasta să roage prea Sfăntul Dumnezeu pentru măntuire pomeniților și să erte. Sau zidit aciastă biserică în domnie preînălțatului domn Costandin Alexandru Ipsilanti Voevod în al doile an domnii a mării sale, de la zidire lumii 7309, de la Hristos 1801 iunie".
Ctitorul bisericii, George (Iordache) Balș (12 februarie 1742 - 23 martie 1812), era fiul cel mare al marelui logofăt Lupu Balș (1691-1782) și a îndeplinit următoarele demnități: comis (1763), jicnicer, stolnic (1766), postelnic (1768), paharnic (1792), hatman, mare vistiernic (1808), mare vornic. El a fost căsătorit de două ori: mai întâi, în 1763, cu Maria Mavrocordat (+1770) și apoi, de la 26 aprilie 1776, cu Pulcheria Iancoleu (+1794). Iordache Balș a fost înmormântat în curtea Bisericii "Sf. Dumitru" - Balș din Iași, piatra sa de mormânt aflându-se în prezent încastrată în peretele sudic al pridvorului bisericii sus-menționate.  Printr-o prevedere testamentară din 1809, boierul Iordache Balș poruncea fiului său, Alexandru (Alecu) (+1832), și urmașilor lui să întemeieze la Dumbrăveni o școală cu “dascăl moldovenescu și grecescu”. Urmașii săi nu i-au îndeplinit această dispoziție. 
În curtea bisericii, lângă peretele altarului, au fost înmormântați mai mulți descendenți ai lui Iordache Balș și anume: 
- Ioan Balș (29 martie 1784 - 9 februarie 1839) - fiul lui Iordache, fost șambelan al Țarului, decedat la Viena,
- Ralu Callimachi-Balș (d. 1892) - fiica lui Ion Callimachi și a Ruxandrei Moruzi, căsătorită în 1833 cu mareșalul nobilimii din Basarabia, Gheorghe Balș (d. 1857), nepotul ctitorului acestei biserici; decedată la Iași
- Ana Schaeme-Balș (1811 - 10 martie 1897) - actriță la Burgtheater din Viena, căsătorită la Viena în 1832 cu căminarul Constantin Balș (d. 1848), nepotul ctitorului

Biserica a fost restaurată în anul 1987, după cum atestă o placă de tablă amplasată în stânga portalului de intrare.

## Imagini

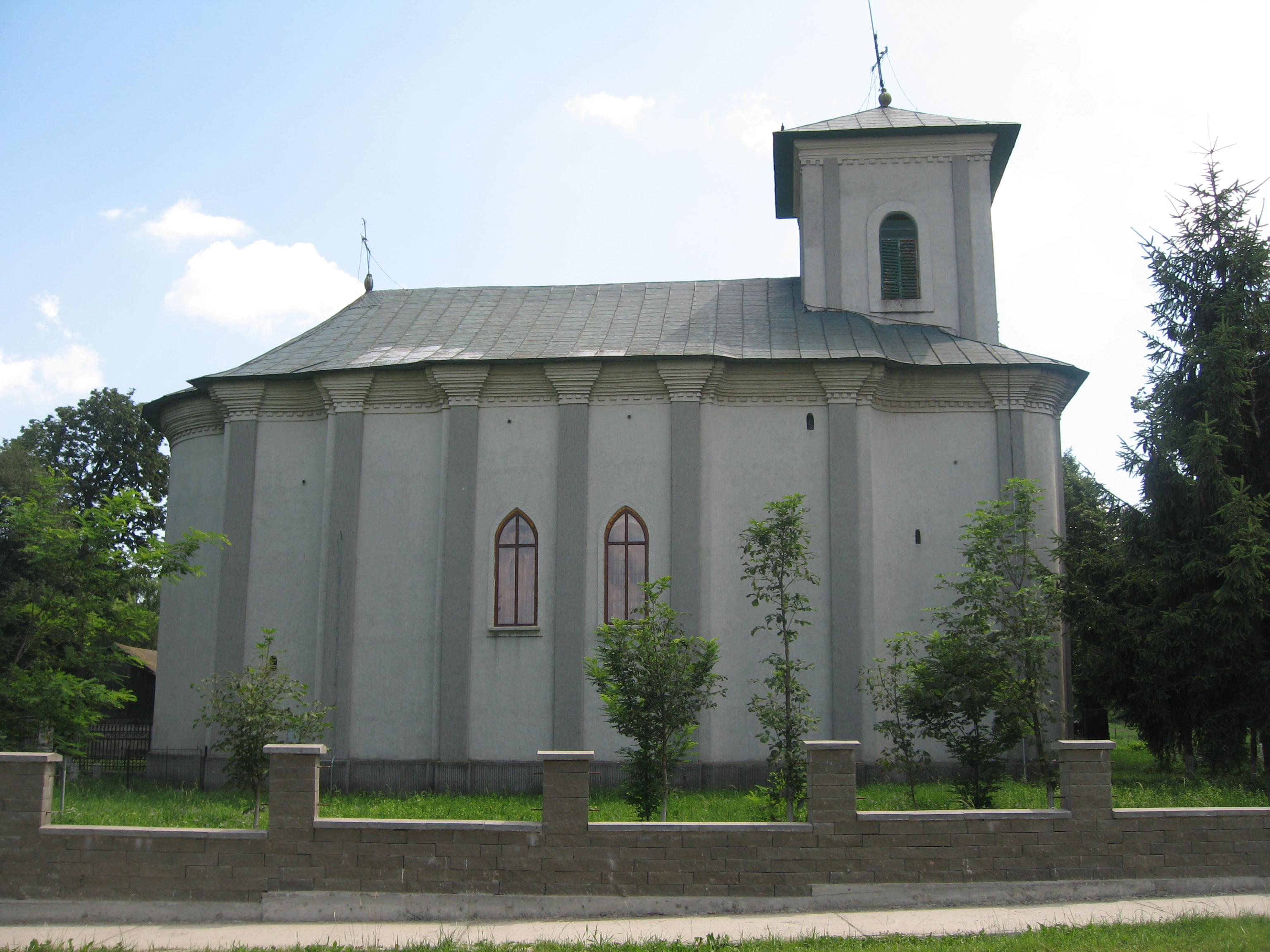
Biserica Balş din Dumbrăveni
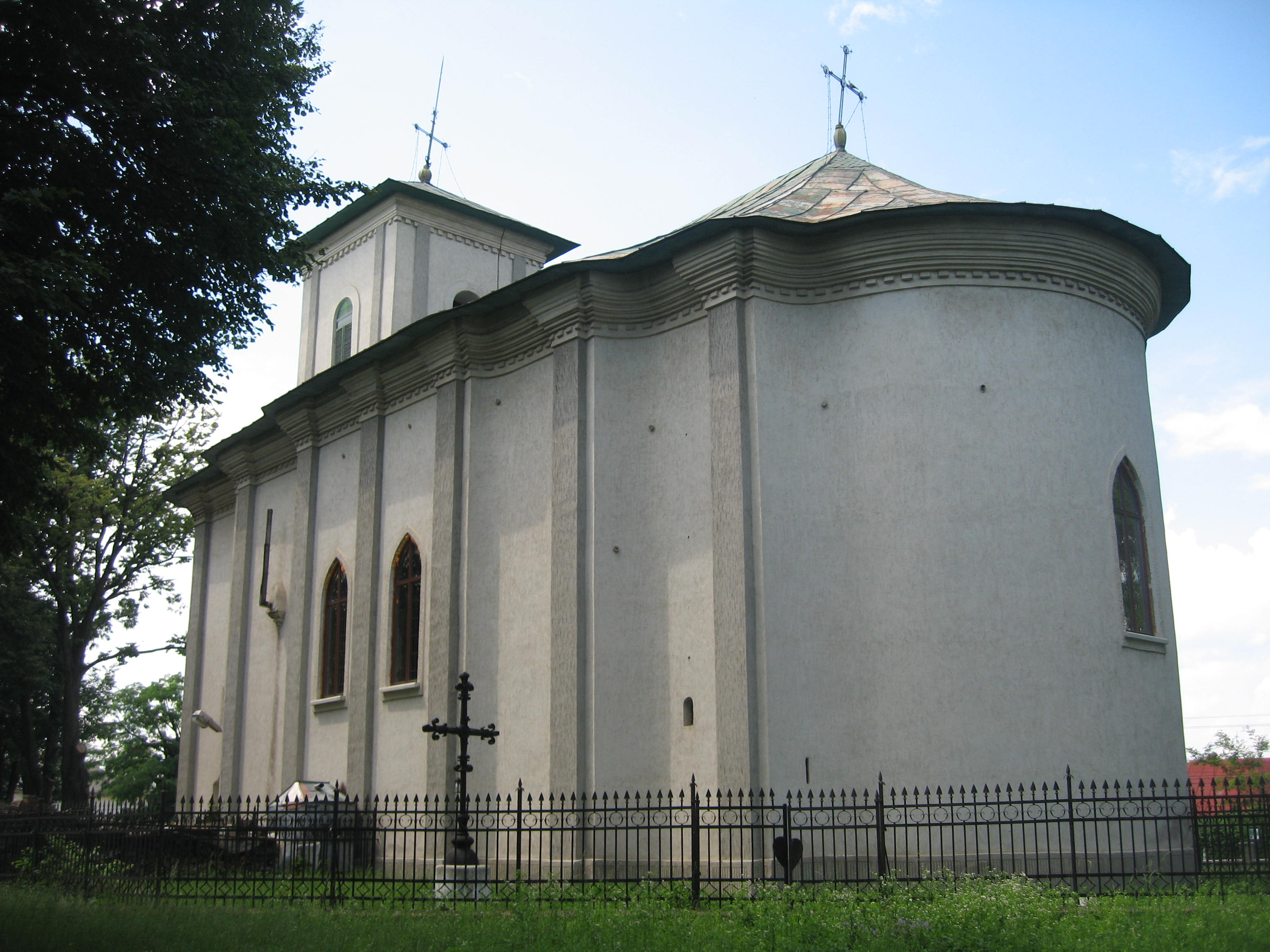
Biserica Balş din Dumbrăveni
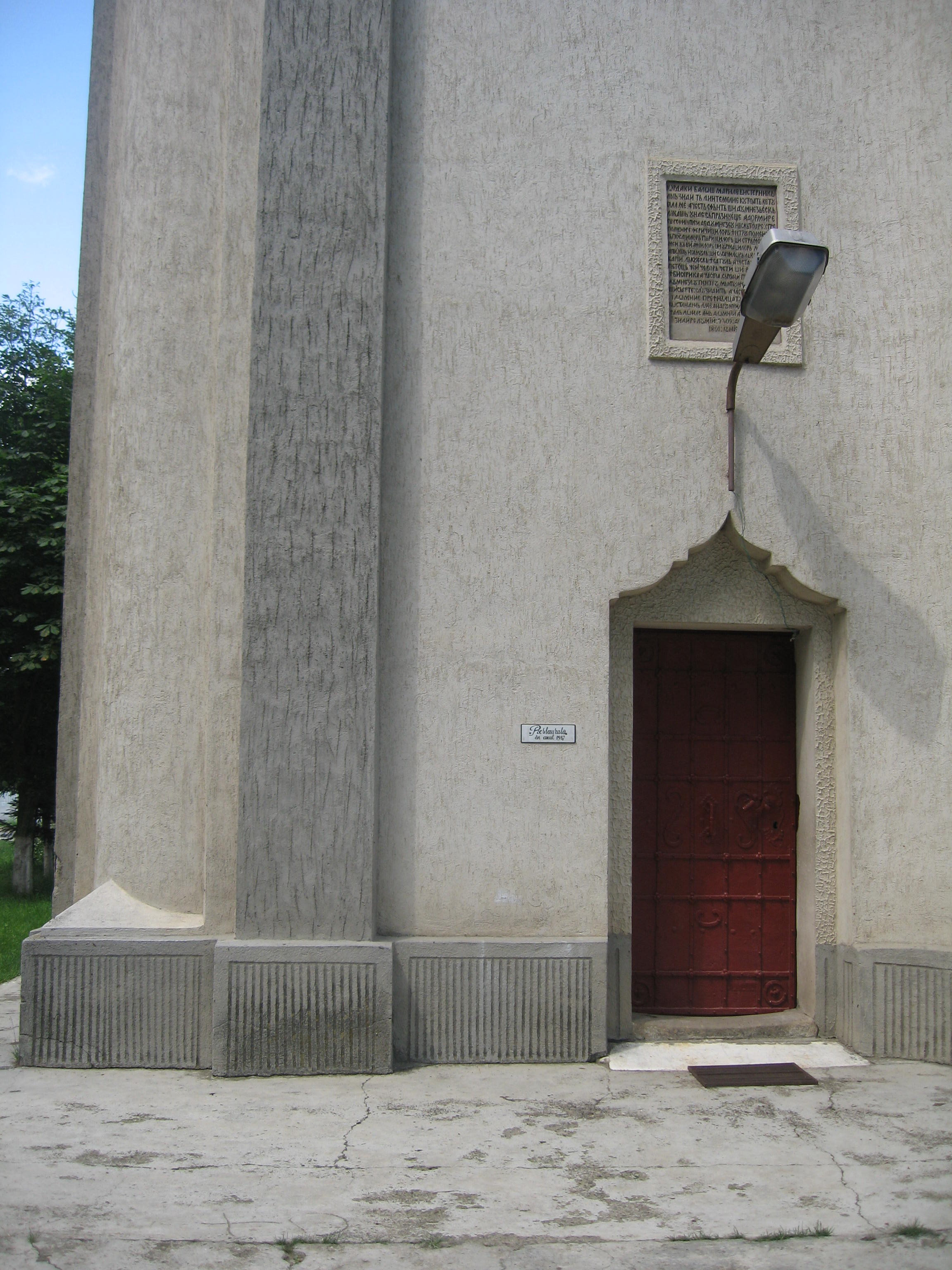
Intrarea
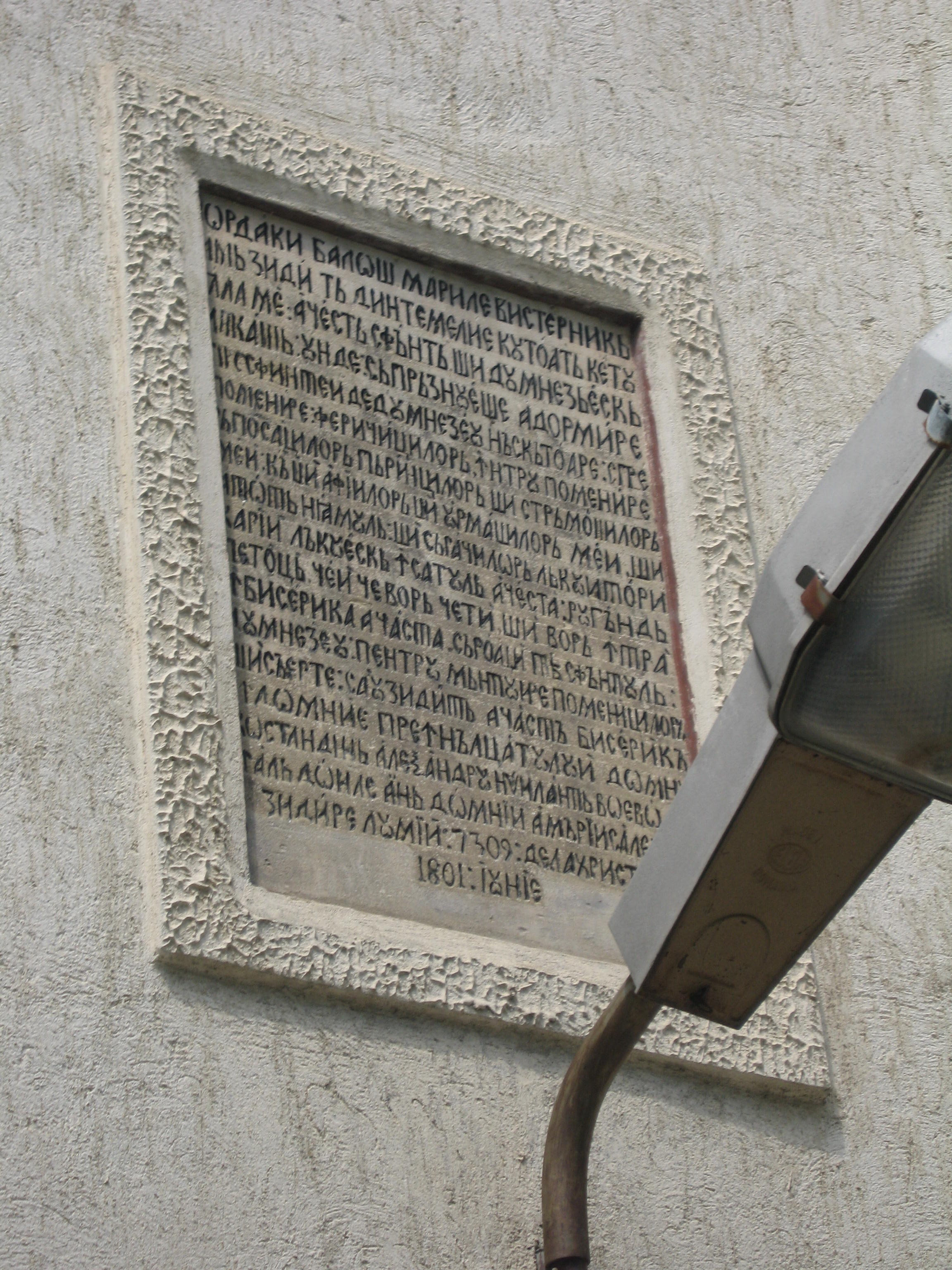
Pisania în limba română cu litere chirilice
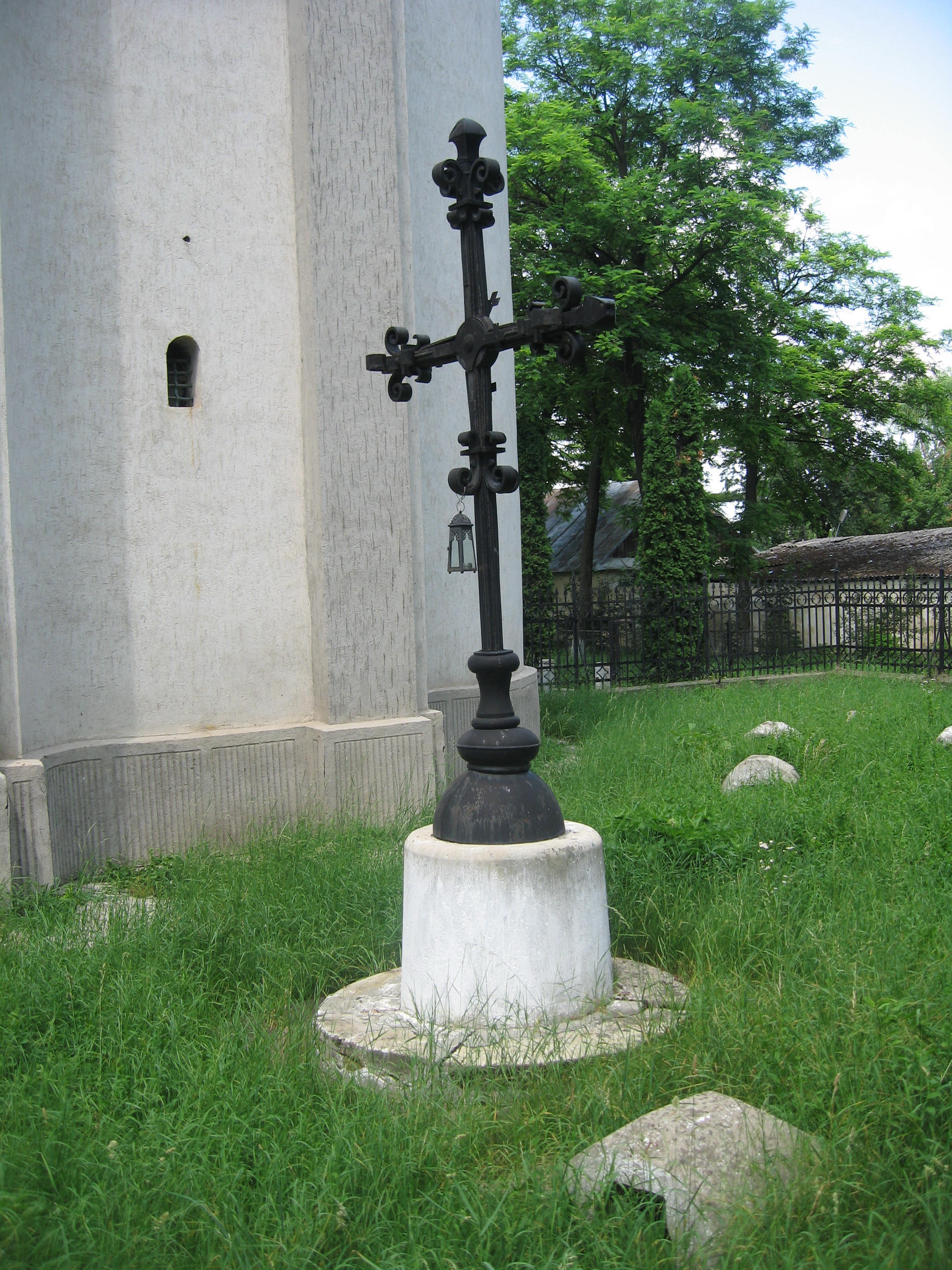
Cruce de mormânt aflată într-un ţarc împrejmuit lângă absida altarului